# Bobeck
Bobeck est une commune allemande de l'arrondissement de Saale-Holzland, Land de Thuringe.

## Géographie
Bobeck se situe dans le Holzland thuringien ; une grande partie de son territoire est classée paysage protégé.
| Albersdorf           | Waldeck  |                     |
| Ruttersdorf-Lotschen | Bobeck   | Bad Klosterlausnitz |
| Quirla               | Bollberg | Schleifreisen       |

## Histoire
Bobeck est mentionné pour la première fois en 1191.

## Source de la traduction
- (de) Cet article est partiellement ou en totalité issu de l’article de Wikipédia en allemand intitulé « Bobeck » (voir la liste des auteurs).